# جو آن وورلی
جو آن وورلی (انگلیسی: Jo Anne Worley؛ زادهٔ ۶ سپتامبر ۱۹۳۷) یک هنرپیشه اهل ایالات متحده آمریکا است. وی از سال ۱۹۵۵ میلادی تاکنون مشغول فعالیت بوده‌است.